# Rare Bird (album)
Rare Bird is het debuutalbum van Rare Bird, een band die toen net ontdekt was door Tony Stratton-Smith, baas van Charisma Records. Voorbereidingen voor het album vonden plaats bij Field thuis, maar in oktober 1969 mocht de band de Trident Studios van Londen in om hun eerste album op te nemen. Eind november 1969 lag het album als eerste release van Charisma in de winkel en al snel werd duidelijk dat de band in Sympathy een singlekandidaat had. Het uitbrengen van het album werd gevolgd door diverse optredens in Europa en de Verenigde Staten.       

## Musici
- Steve Gould – zang, basgitaar
- David Kaffinetti – toetsinstrumenten
- Graham Field – orgel
- Mark Ashton – slagwerk, achtergrondzang

## Muziek
| Nr. | Titel         | Duur |
| --- | ------------- | ---- |
| 1.  | Iceberg       | 6:46 |
| 2.  | Times         | 4:00 |
| 3.  | You went away | 4:17 |
| 4.  | Melanie       | 3:27 |

| Nr. | Titel             | Duur |
| --- | ----------------- | ---- |
| 1.  | Beautiful Scarlet | 5:23 |
| 2.  | Sympathy          | 2:30 |
| 3.  | Natures fruit     | 2:32 |
| 4.  | Bird on a wing    | 4:13 |
| 5.  | God of war        | 5:08 |

In 2007 volgde een heruitgave op compact disc; daarop stonden twee bonustracks: Devil’s high concert en Sympathy in een mono-uitvoering, beide van de single.
CAS 1004 verscheen uiteindelijk onder een ander label, CAS 1006 is nooit gecatalogiseerd.
Rare Bird was de eerste uitgave van Esoteric Recordings, een platenlabel dat vroege progressieve rock heruitbrengt.  